# الأساطير الهندية الأوروبية البدائية

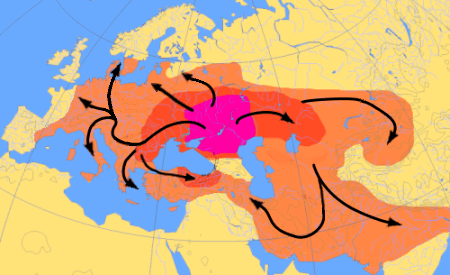
مخطط الهجرات الهندو أوروبية من 4000 ق.م إلى 1000 ق.م طبقا لفرضية كورغان.

الأساطير الهندية الأوروبية (الهندأوروبية) البدائية هي الأساطير والقصص التي ارتبطت بالأقوام الهنديين الأوروبيين البدائيين، الذين يُفترَض أنهم تحدثوا باللغة الهندية الأوربية البدائية التي أعاد العلماء جمعها وتشكيلها. على أن أصول هذه القصص غير موجودة في أيدينا، فإن الباحثين في علم الأساطير المقارن فد استخرجوها بناءً على تشابهات في أنظمة اعتقاد شعوب هندية أوروبية مختلفة.
توجَد مدارس فكرية عديدة تختلف أحيانا في الطبيعة الدقيقة للأساطير الهندية الأوروبية البدائية. استُعملت في استخراج الأساطير الهندية الأوروبية الأساطير الفيدية والرومانية والإسكندنافية، مدعومة عادة بأدلة من البلطيّة والكليتية والإغريقية والحثيّة كذلك.
يشمل بانثيون الآلهة الهندية الأوربية البدائية آلهة مثبتة الوجود منها «ديوس فاتر Dyḗus Pḥatḗr» إله السماوات النهاريّة، وابنته «هايوسوس Haéusōs» إلهة الفجر، والتوائم الإلهية، وإله العواصف «بيركونُس Perkwunos». من الآلهة المحتملة الأخرى «بوشان Péh2usōn» وهو إله كهنوتي، و«سول Seh2ul» إلهة الشمس المؤنثة.
من الأساطير الهندية الأوروبية الموثقة جيدا أسطورة فيها أن إله العواصف يذبح ثعبانا متعدد الرؤوس يقطن الماء، وأسطورة خلق فيخا أخوان يضحّي أحدهما بالآخر ليخلق العالم. يبدو أن الهنديين الأوروبيين البدائيين كانوا يعتقدون أن العلام الآخر كان يحميه كلب حراسة، ولا يمكن الوصول إليه إلا بعد عبور نهر. وربما اعتقدوا بشجرة كونية تحمل ثمرة الخُلْد، ويحميها، أو يحفر في جذورها، ثعبان أو تنين، وتقوم على رعايتها ثلاث إلهات هنّ اللواتي ابتدأن مسيرة الحياة.

## الكونيّات
في النظرة الكونية الهندية الأوروبية البدائية ربما اعتُقِد بانتظام عظيم للنظام الطبيعي، وتوازن كوني كان على أعلى الهرميّة. تشتقّ أسماء تجليات مبدأ الانتظام العظيم هذا في الحضارات الهندية الأوروبية من الجذر الهندي الأوروبي الأوّليّ «h2r-tós» ويعني «متّسق، صحيح، صواب»، وهو من جذر مفترض «h2er»، قارن الفيدية «ऋत ṛta», والرومانية «فيريتاس Veritas»، والإسكندنافية «Urða»، وغيرها. تعني الكلمة الفيدية «Ṛta» «النظام المستقر، الحكم، القانون العالمي، القدر أو الحقيقة».كل الكائنات في الكون الهندي الأوربي البدائي محكومة بمبدأ الانتظام العظيم هذا: النباتات والحيوانات والبشر والآلهة. وكان يعتقد أن المبدأ الأول اتحادٌ لمبدأَيْن متكاملين متوازنين تماما.هذا الاتحاد لمبدأين متوازنين متكاملين هو أصل فكرة التوازن في مبدأ الانتظام العظيم، ويظهر هذا في اللغة الهندية الأوروبية الأوّليّة، ففيها تشتقّ الكلمتان المتضادّتان عادة من جذر واحد جامع، مثلا: «leuk-» «النور» و«leug-» «الظلام»، و«yeu-» «جَمْع» و«yeu-» «فَصْل» و«ghos-ti-» «المضيف» و«ghos-ti-» «الضيف».
في النموذج الكوني الذي اقترحه جان هودري، يتألف العالم من ثلاثة «سماوات»: النهار السماوي، وهو مرتبط باللون الأبيض، والفجر الهابط، وهو مرتبط بالأحمر، وأرواح المساء، وهي مرتبطة بالظلام. لا يمكن أن تجوز آلهة السماء النهارية إلى السماء الليلية، التي تسكنها مجموعاتها الخاصة من الآلهة وأرواح الموتى.

### العالم السفلي
تشمل معظم أديان الهنديين الأوربيين نوعا من العالم السفلي أو الحياة الآخرة. يمكن أن الهنديين الأوروبيين آمنوا أن المرء إذا أراد أن يصل إلى العالم السفلي فلا بد من أن يعبر نهرا يحرسه رجل مُسنّ «ĝerhaont-».يبدو أن المعتقد الإغريقي أن الميت يعبر به «خارون» نهر «ستيكس» انعكاس لهذا المعتقد.توجد فكرة عبور النهر للوصول إلى العالم السفلي في الأساطير الكليتية كذلك.تشير نصوص فيدية كثيرة إلى عبور نهر من أجل الوصول إلى الموتى، والكلمة الإغريقية «tarentum» التي تعني القبر، كانت تعني في الأصل نقطة العبور.في الأساطير الإسكندنافية، يجب أن يعبر هيرمور جسرا فوق نهر غيول حتى يصل إلى هِل.في الأغاني اللاتفية يجب أن يعبر الميت مستنقعا لا نهرا.تقاليد وضع عملات على جثث الموتى من أجل الدفع للملّاح موجودة وتدعمها الأدلة عند الإغريق وفي شعائر الجنائز السلافية الحديثة. وربما كان يؤمن الهنديون الأوروبيون الأوائل أن العالم السفلي كان يحميه نوع من كلاب الحراسة يشبه «سيربيروس» الإغريقي، و«سارفارا» الهندي، و«غارمر» الإسكندنافي.ربما كان حاكم الموتى هو الأخ المضحَّى به في أسطورة الخلق.
كان الإيمان بالتقمّص شائعا في كثير الحضارات الهندية الأوروبية القديمة.يمكن للبشر أن يُبعَثوا من جديد في النباتات والحيوانات أو البشر، ويمكن أيضا أن يُبعَثوا في أماكن ميتافيزيقية كالجِنان والسُّعُر.

### شجرة الكون والثعبان
ربما آمن الهنديون الأوروبيون الأوائل بنوع من الشجرة الكونية (أكسس مندي). يمكن كذلك أنهم آمنوا أن هذه الشجرة كان يحميها، أو يهاجمها باستمرار، ثعبان أو تنّين. في الأساطير الإسكندنافية كان التنين «نيدهوغ» يحفر في جذور الشجرة الكونية «يغدراسل» أمّا النُّرنات (الإلهات العذراوات) الثلاث فكُنّ يقمن على رعايتها. في الأساطير الإغريقية كانت شجرة التفّاح الذهبيّة الموجودة في «جنّة هيسبريديس» يقوم على رعايتها ثلاثة حوريات «هيسبيريديس» ويحميها تنين اسمه «لادون» وله مئة رأس.في النصوص الهندية الإيرانية كلام عن شجرة أسطورية تقطر السوما، وهو شراب الخلود الذي شربه الآلهة، وفي المصادر البهلوية المتأخرة أن سحليّة شريرة اندسّت تحت هذه الشجرة.

## البانثيون
يستطيع اللسانيّون استخراج أسماء بعض الآلهة في اللغة الهندية الأوروبية الأوّليّة من مصادر متنوّعة. بعض الأسماء المقترحة للآلهة قُبِلت في الوسط العلميّ أسرع من غيرها. ذكر عالم فقه اللغة مارتن ليتشفيلد ويست: «أوضح الحالات تكون عند استخراج أسماء الآلهة الكونية أو الأوّلية: إله السماء، وشريكه الأرض، وأبناؤه التوائم: الشمس، والشمس العذراء، والفجر، وكذلك إله العواصف والرياح والمياه والنار، والكائنات التي تختص بتضاريس معينة كحوريات الينابيع والأنهار والغابات، وإله البرّيّة الذي يحمي الطرق والقطعان».
حتى في العصر القديم (4500-4000) عندما لم تكن اللغة تفرق رسميًّا بين المذكر والمؤنث وعندما كانت المعتقدات أرواحية (تؤمن بحيوية المادة)، كانت الآلهة تصنَّف إلى مذكر ومؤنث. كان عند الهنديين الأوروبيين الأوائل نظام فيه جنسان يفرّق بين العنصر الحي والعنصر غير الحي، فالنار مثلا بوصفها مبدأ حيا كانت «hₓn̩gʷnis» (في اللاتينية: ignis) والعنصر غير الحي كان «*péh₂ur» (في اليونانية pyr، وفي الإنكليزية fire). قد تُؤَلَّه بعض المفاهيم كذلك، مثل «مزدا» الأفستيّ ويعني الحكمة، إذ يؤلهونه على أنها «أهورا مزدا» إله الحكمة.
ليس من الراجح أن الهنديين الأوروبيين كان عندهم نظام للآلهة أو أنهم حددوا لهم عددا معينا. يرجع تقليد دعاء «كل الآلهة» في الصلوات إلى الفترة الإغريقية الآريّة على الأقل. أحيانا كان يُخَصّ إله واحد بالذكر، ويربَط به بقية الآلهة الخالدة بوصفهم مجموعة: كانت صيغة «زيوس وسائر الخالدين» مشهورة في الشعر الإغريقي المبكر، واستخدم صيغة «مزدا والسادة» مرتين زاراثزسترا في تراتيل ياسنا هابتانغيتي. كانت الكلمة التي تستخدم للدلالة على الإله هي «*deiwós» ويعني سماويّ، من الجذر «*dyeu» الذي يدل على السماء المنيرة أو نور الصباح. ولها عدة انعكاسات في الكلمة الحثيّة «sius سيوس»، واللاتينية «deus ديوس»، والسنسكريتية «Dyaus دياوس» و«deva ديفا»، والأفستية «daeva دايفا» (ثم الفارسية «div ديف») والويلزية «duw دو» والإيرلندية«dia ديا»، واللتوانية «Dievas ديفاس»، واللاتفية «Dievs ديفس». بالمقابل كانت الكلمة التي تدل على البشر مرادفة لـ«الفانين» وكانت مرتبطة بالأرضيّة «*dʰéǵʰōm»، وهو كذلك جذر الكلمات الدالة على الإنسان في لغات عديدة.
كان للآلهة أسماء عديدة، منها «المُمَجَّد» و«الأعلى» و«الملك» و«الراعي». «كثير الأسماء» كذلك هو اسم إلهي في التقاليد الفيدية والإغريقية، وهو يحمل فكرة أن لكل إله اسما واحدا صحيحا، على أنه قد يبقى سرّيًّا أحيانا. مع أن بعض الآلهة كان مشحونا بمراقبة العدل والعقود، فإن الآلهة الهندية الأوروبية عموما لم يكن لها شخصية أخلاقية. كانت قوتهم الهائلة التي يمكن أن يستخدموها لمتعتهم الخاصة تحتاج إلى الشعائر والقرابين وأغاني التمجيد حتى يضمن الناس أن الآلهة ستكتب لهم أقدارا مرغوبة. في التقاليد الهندية الأوروبية، ينظَر إلى الآلهة على أنهم «الوهّابون» (*déh₃tōr h₁uesuom). يمكن للآلهة أن تتخذ هيئة إنسان لتجول في الأرض، وإن كان هذا غير مقتصرا على الشعوب الهندية الأوروبية.